# ارين براون (سياسي أمريكي)
ارين براون (بالإنجليزية: Warren Brown)‏ هو سياسي أمريكي، ولد في 11 أغسطس 1836، وتوفي في 19 سبتمبر 1919. حزبياً، نشط في الحزب الجمهوري. وقد انتخب عضو مجلس ولاية نيوهامبشير.